# Museo epigrafico
Il Museo epigrafico (in greco Επιγραφικόν μουσείον?) di Atene, è il terzo più grande museo epigrafico del mondo. La sua collezione comprende 13 500 iscrizioni, per lo più greche, dai primi tempi storici al periodo tardo romano. Si trova nell'ala sud della Museo Archeologico Nazionale di Atene. Quattro delle sue sale sono accessibili ai visitatori, mentre il resto è riservato ai ricercatori. Un archivio fotografico completo della collezione è in fase di approntamento per i futuri visitatori.

## Galleria d'immagini

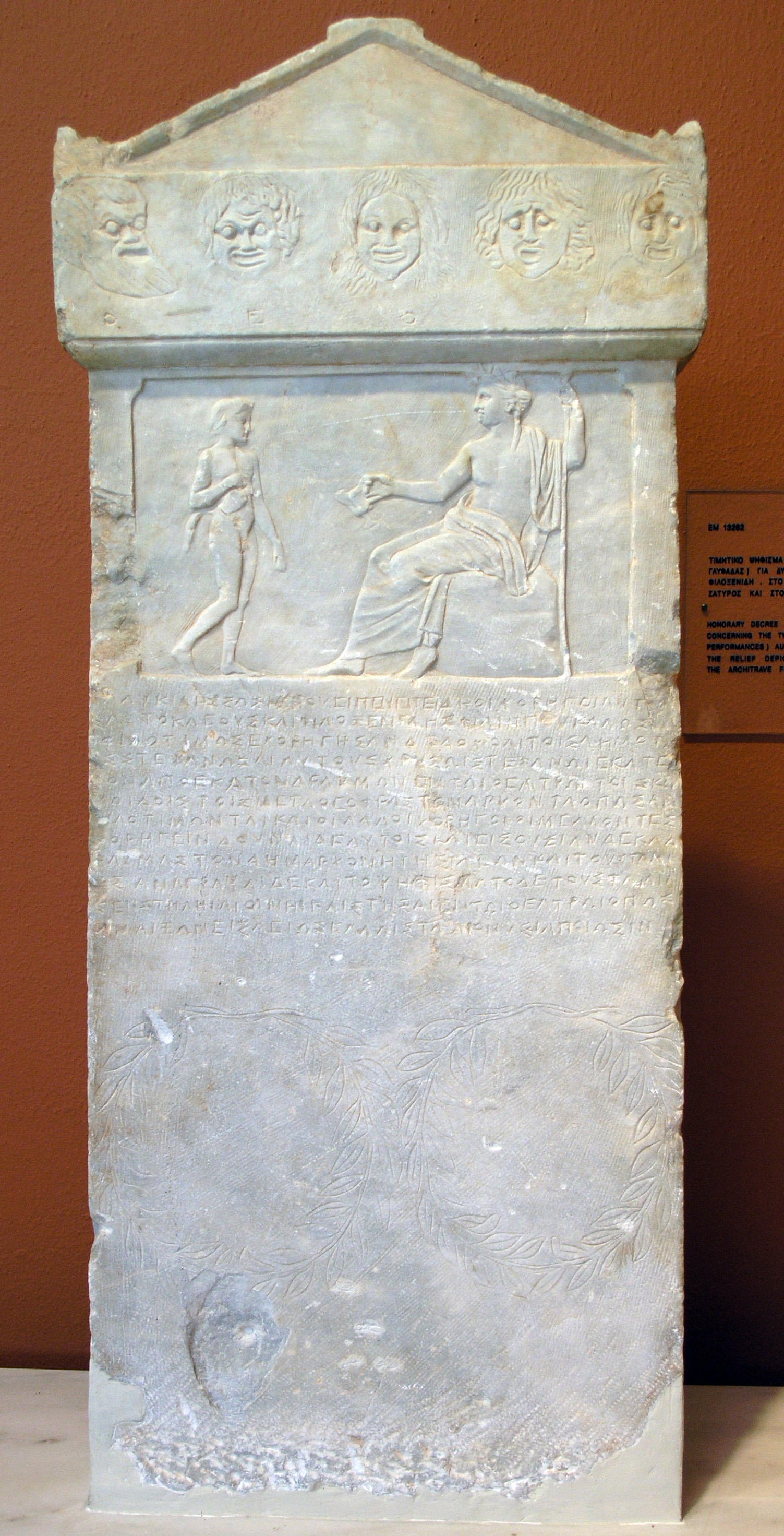
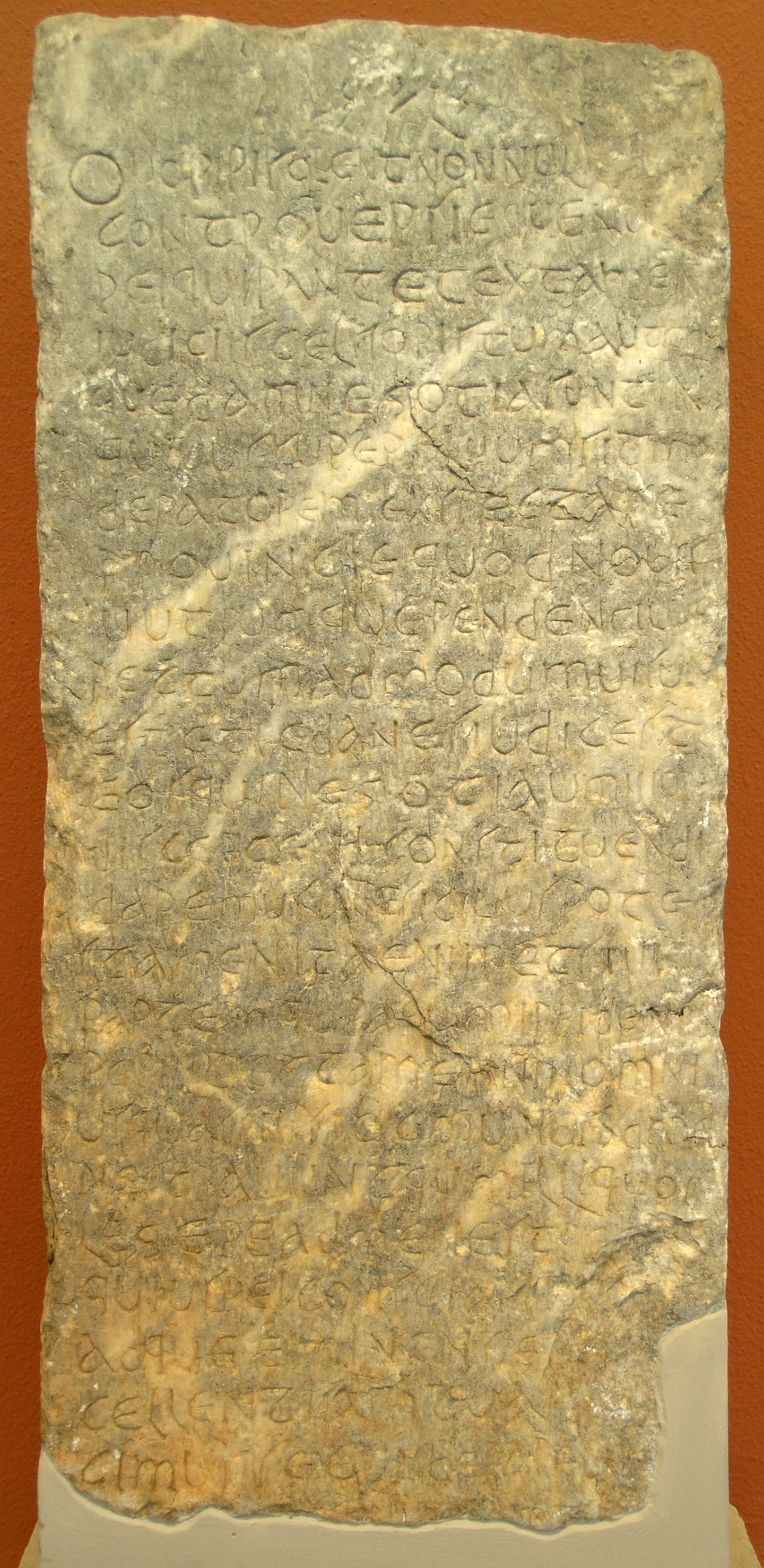
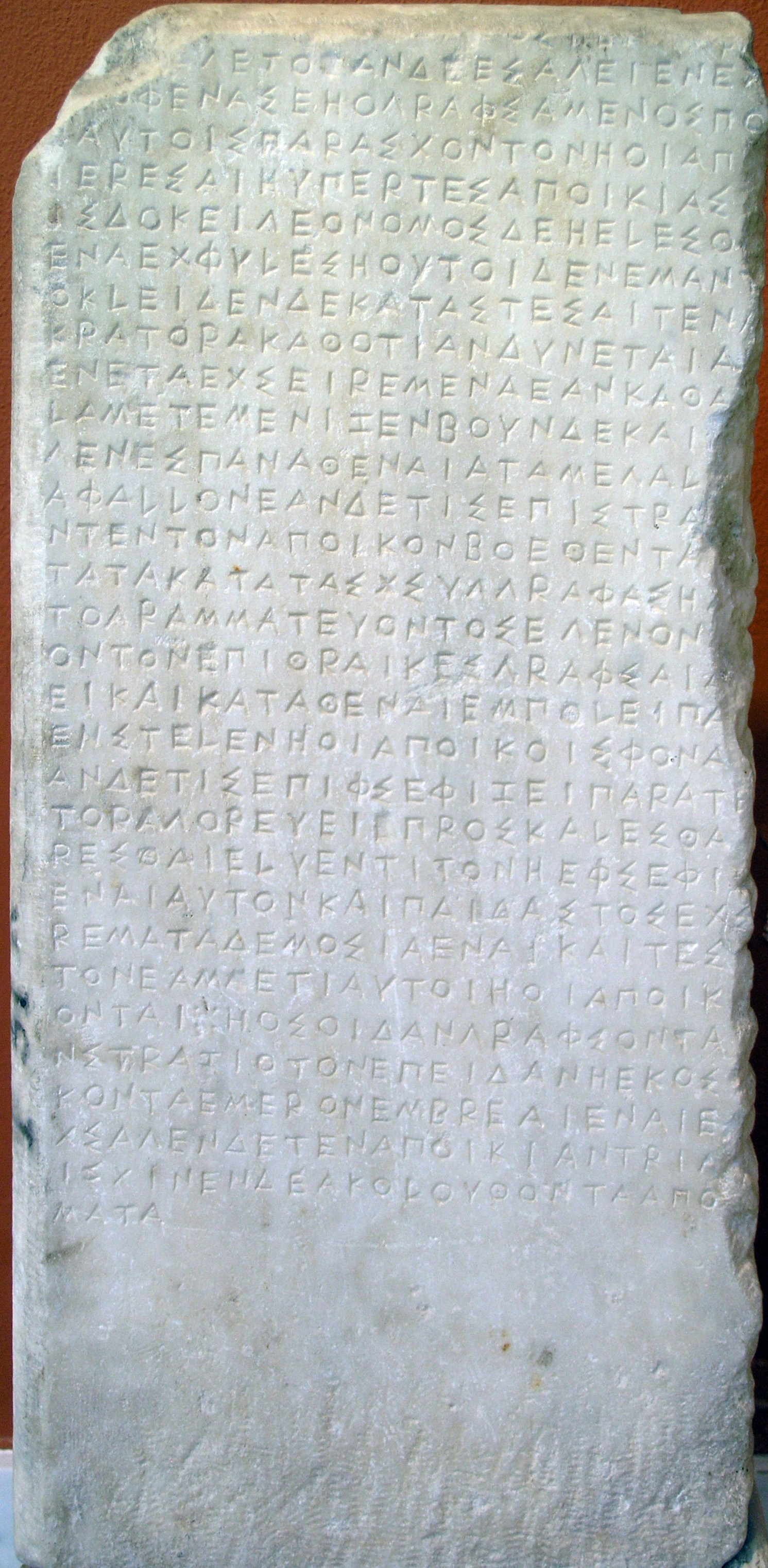
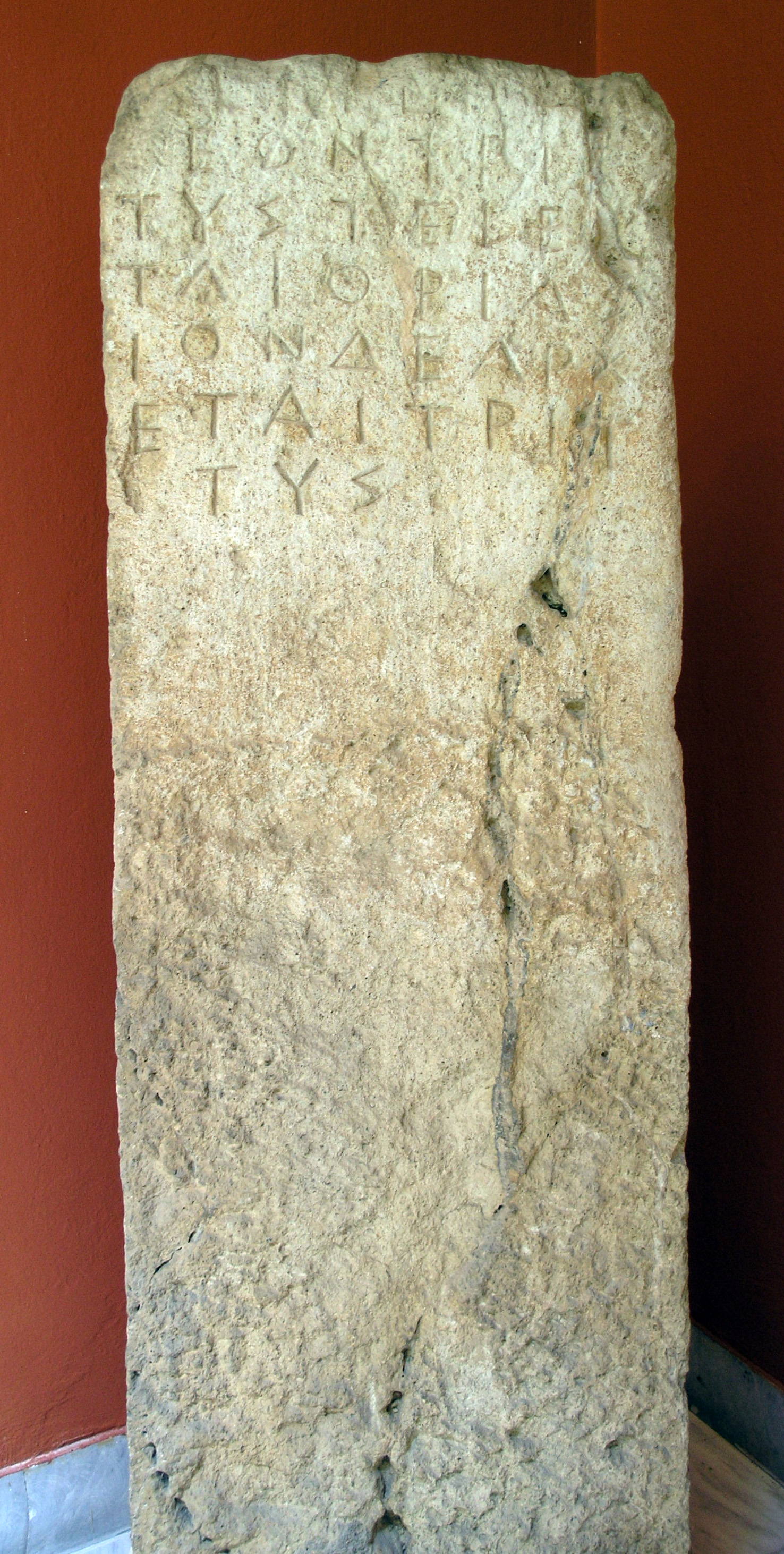
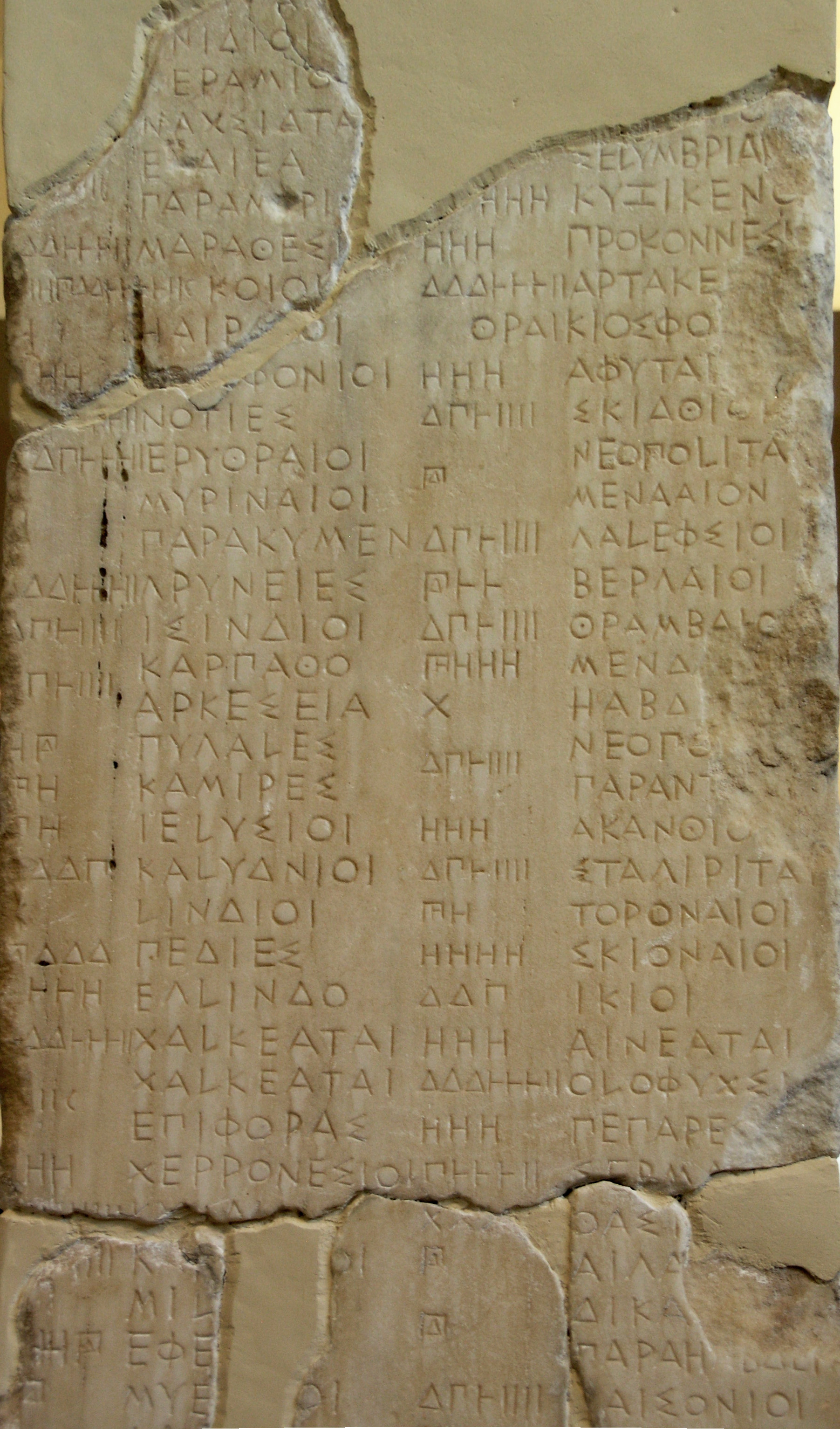
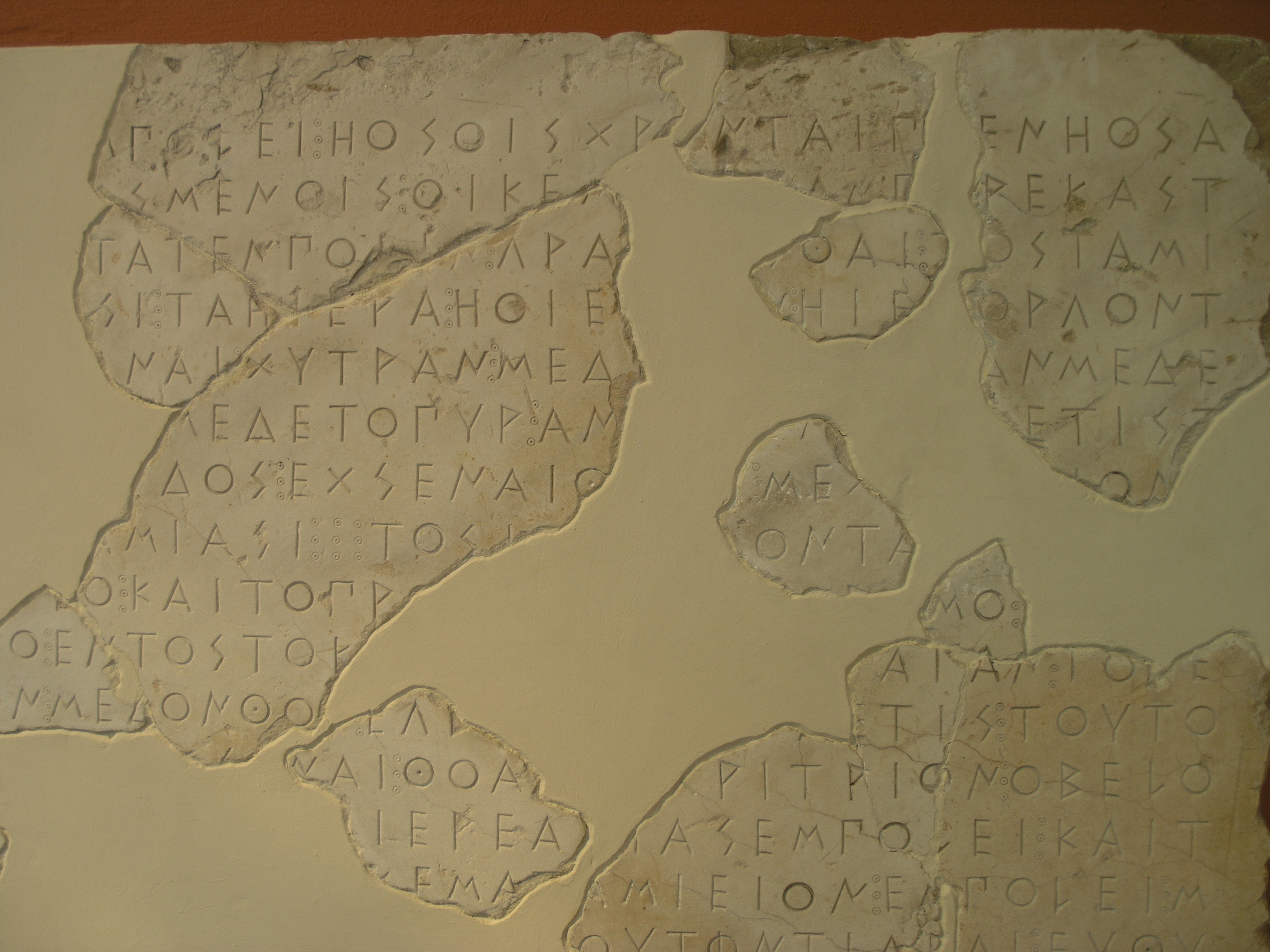
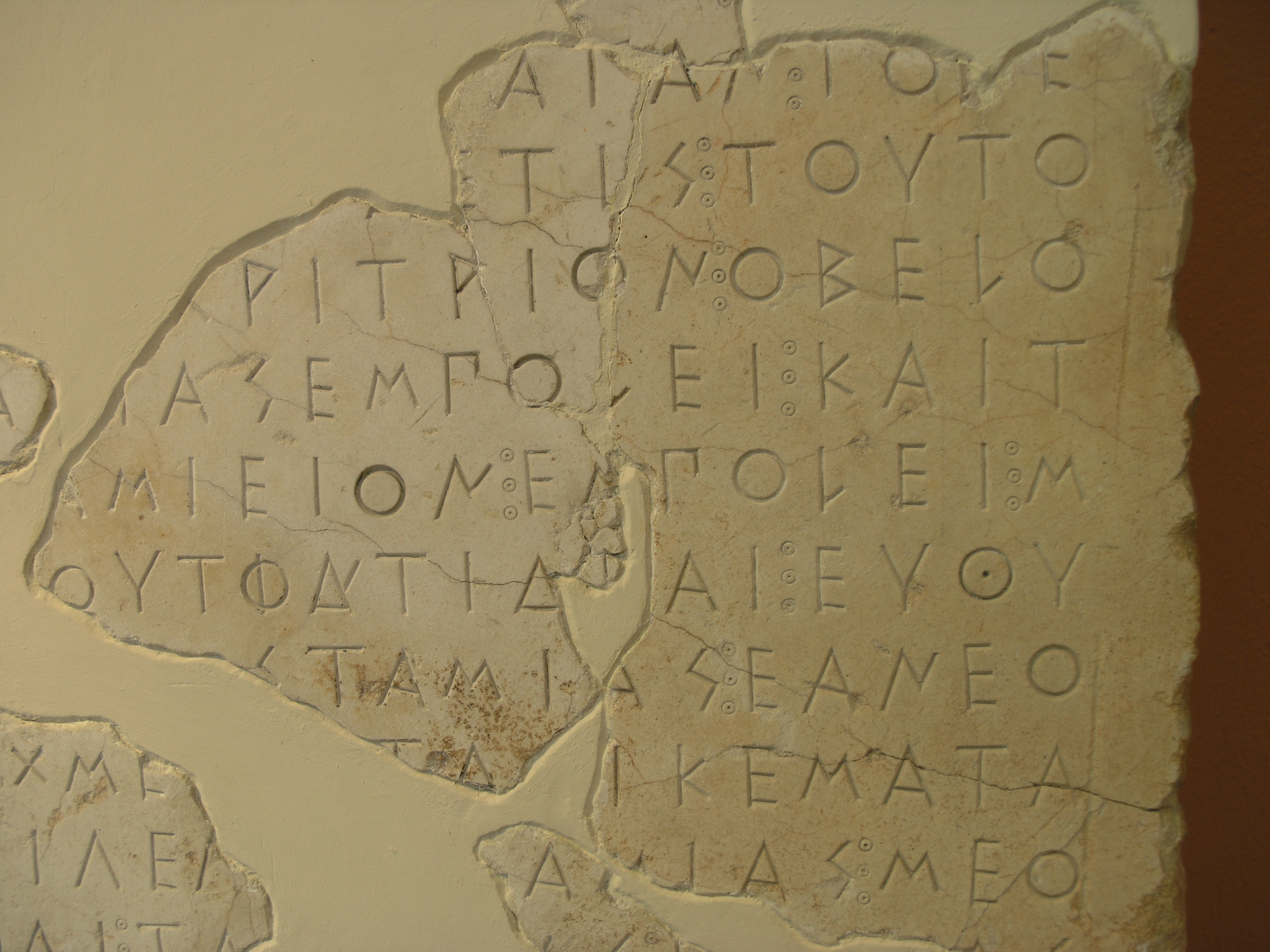
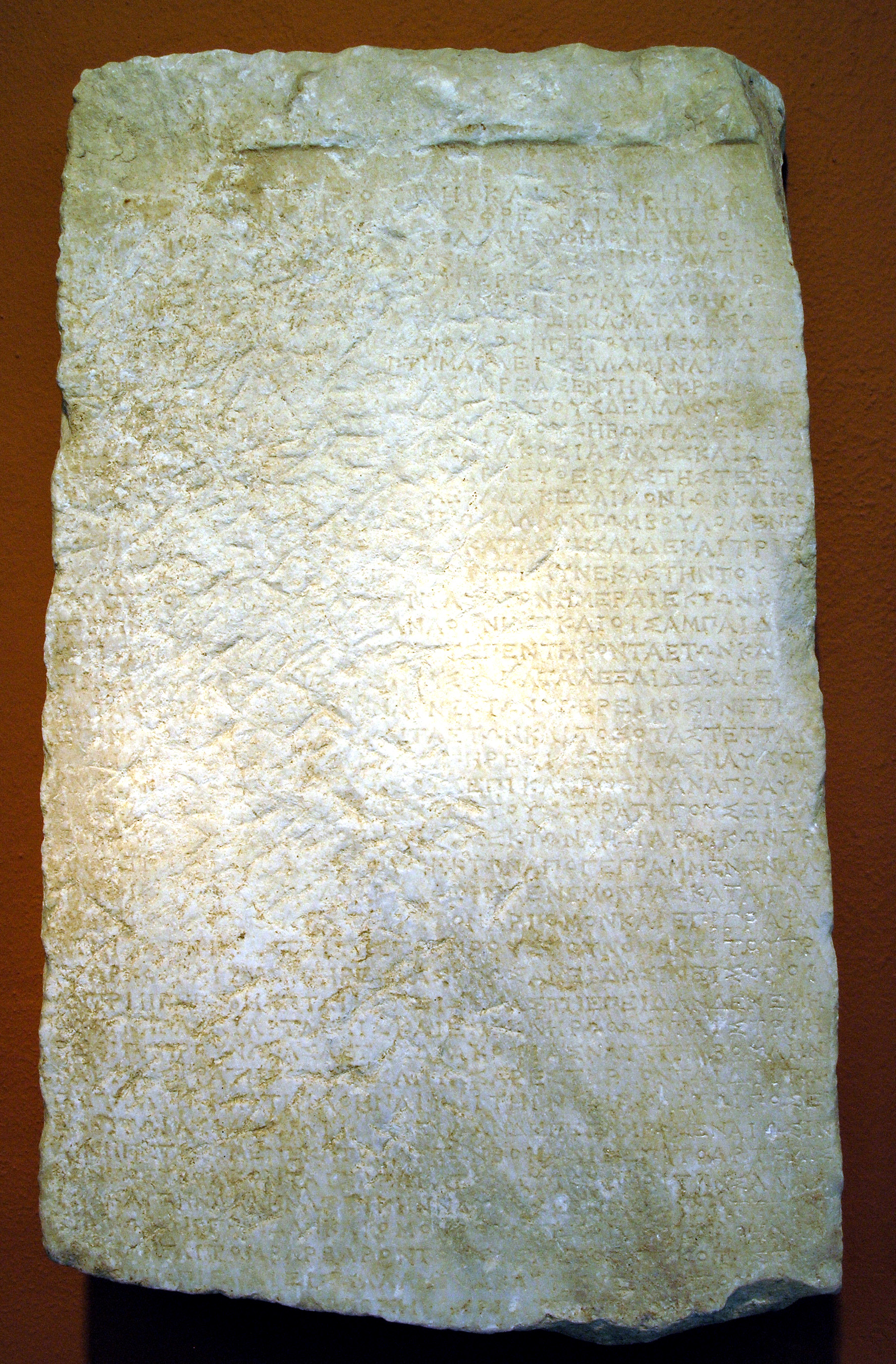
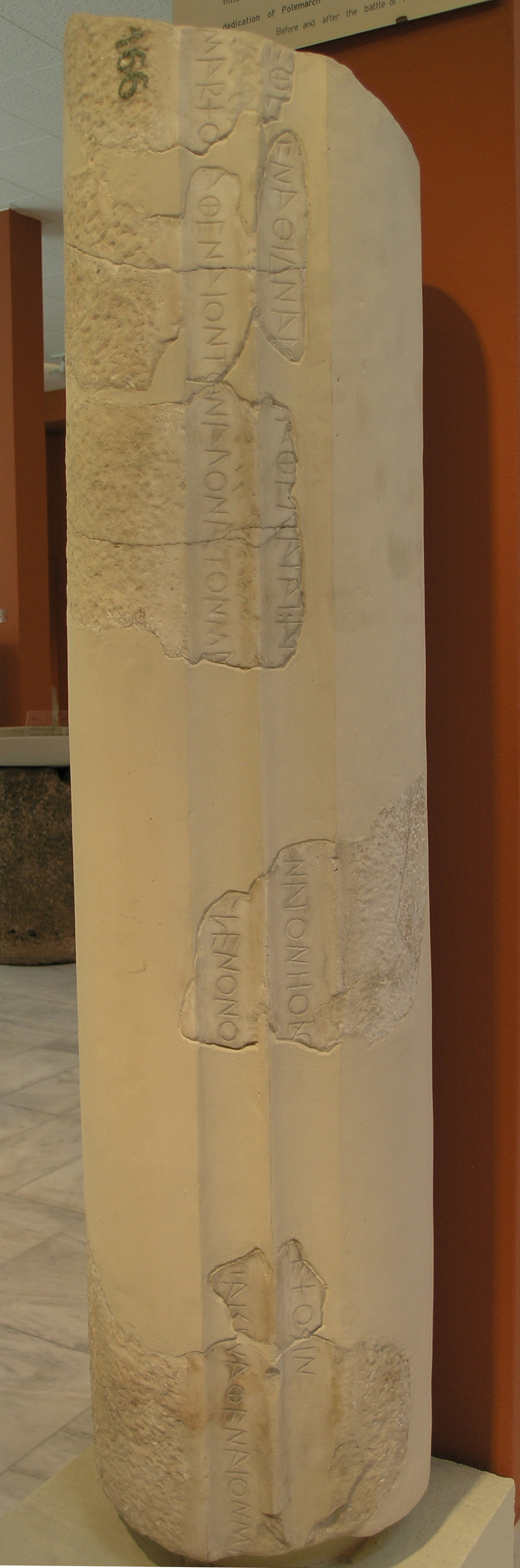